# Хасаново
Хаса̀ново, още Хаса̀ново село, Аса̀ново, Аса̀ново село или Сан село (на гръцки: Μεσοχώρι, Месохори, катаревуса: Μεσοχώριον, Месохорион, до 1927 година Χασάνοβο, Хасаново, на турски: Hasan Oba, Хасан Оба), е село в Република Гърция, в дем Лерин (Флорина), област Западна Македония.

## География
Селото е разположено на 17 километра североизточно от демовия център Лерин (Флорина) между Асанов и Мечов рид на Нидже в близост до река Сакулева (Сакулевас) в Леринското поле, на два киломера от границата със Северна Македония. Землището на селото е 16 квадратни километра.

## История

### В Османската империя
В началото на XIX век Хасан Оба е чисто турско село. В 1836 года чумна епидемия опустошава селото и турското му население започва да го напуска. Беговете Хасан бег, на когото е кръстено селото и Мечо бег продали голяма част от землището на селото на битолчанина Никаруш, който започнал да продава имотите на българи от околните села – Градешница, Скочивир, Живойно, Гермиян, Брод, Бач. Така във втората половина на XIX век вече по-голямата част от жителите на селото са българи. В 1848 година руският славист Виктор Григорович описва в „Очерк путешествия по Европейской Турции“ Саново село като българско село. В „Етнография на вилаетите Адрианопол, Монастир и Салоника“, издадена в Константинопол в 1878 година и отразяваща статистиката на населението от 1873 година Асаново село (Assanovo-sélo) е посочено като село с 30 домакинства с 40 жители българи и 60 жители мюсюлмани. В 1889 Стефан Веркович пише, че в селото има 22 български и 15 турски къщи.
В началото на XX век и последните турци напускат Хасаново. Според статистиката на Васил Кънчов („Македония. Етнография и статистика“) в 1900 година Асаново село има 540 жители българи и 50 жители турци мохамедани.
На Етнографската карта на Битолския вилает на Картографския институт в София от 1901 година Асаново село е чисто българско село в Леринската каза на Битолския санджак със 75 къщи.
След Илинденското въстание в началото на 1904 година цялото село минава под върховенството на Българската екзархия. По данни на секретаря на Българската екзархия Димитър Мишев („La Macédoine et sa Population Chrétienne“) в 1905 година в Хасаново има 600 българи екзархисти.
Тахсин бей, който е каймакам на Лерин през 1906 – 1907 година и ръководи битка в селото с четата на Дзоле Стойчев, описва Хасаново по следния начин: 
| „ | Селото Хасан Оба, което имаше хубава джамия и мюсюлманско гробище, беше приело форма на българско село. Бедните мюсюлмани, като не можеха да понесат българския зулум, се преселили в други големи села... Селото частично изгоря. | “ |

В 1912 година при избухването на Балканската война един човек от Хасаново е доброволец в Македоно-одринското опълчение.

### В Гърция
През войната селото е окупирано от гръцки части и в 1913 година след Междусъюзническата война попада в Гърция. Боривое Милоевич пише в 1921 година („Южна Македония“), че Асаново има 80 къщи славяни християни. В 1927 година селото е прекръстено на Месохорион. В 1932 година в селото 112 българофонски семейства, от които 102 с „изявено българско съзнание“. В 1945 в селото има 859 българофони, 350 от които с „негръцко национално съзнание“, 209 с гръцко и 300 с неустановено национално съзнание. По време на Гражданската война в Гърция селото пострадва значително като 150 от жителите му емигрират в Югославия. През 50-те и 60-те години на XX век много от жителите на селото емигрират отвъд океана.
| Име                             | Име       | Ново име  | Ново име   | Описание                   |
| ------------------------------- | --------- | --------- | ---------- | -------------------------- |
| Църни                           | Τσάρνι    | Мавровуни | Μαυροβούνι | връх на ЮИ от Хасаново     |
| Лулината или Стеноселска падина | Λουκινατα | Амбелия   | Αμπέλια    | местност на ЮИ от Хасаново |

### Преброявания
- 1913 – 562 души
- 1920 – 507 души
- 1928 – 639 души
- 1940 – 861 души
- 1951 – 787 души
- 1961 – 823 души
- 1971 – 609 души
- 1981 – 571 души
- 1991 – 581 души
- 2001 – 514 души
- 2011 – 358 души

## Личности
Родени в Хасаново
- Зисо Попхристов (Ζήσης Παπαχρήστου, Зисис Папахристу), гръцки андартски революционер от трети клас
- Кръсте Маликов (1866 – 1952), български революционер, македоно-одрински опълченец
- Наум Ролос (Ναούμ Ρόλος), гръцки андартски революционер, сътрудник на капитан Вардас
- Петко Трайчев, кмет на селото, осъден на смърт в 1902 година при Йосифовата афера. Осъден е на смърт.[16]
- поп Христо (Παπαχρήστος, Папахристос), гръцки андартски революционер
- Цветко Иванов, деец на ВМОРО, срещу когото е извършен неуспешен атентат във Вощарани от младотурците в 1911 година[17]
- Цвятко Шалапанов, български революционер от ВМОРО, четник при Георги Папанчев и войвода на хасановската селска чета през Илинденско-Преображенското въстание[18]